# Терещенко Владислав
Владислав Терещенко (нар. 25 березня 1972 р.) — український спринтер-каноїст, який змагався з середини 1990-х до початку 2000-х (десятиліття). На літніх Олімпійських іграх 1996 року в Атланті він вибув у півфіналі як на дистанції К-1 500 м, так і на дистанції К-1 1000 м. Через чотири роки в Сіднеї Терещенко вибув у півфіналі змагань К-1 на 1000 м.